# Gerónimo Vargas Aignasse
Gerónimo Vargas Aignasse (San Miguel de Tucumán, 18 de julio de 1970) es un político argentino. Es hijo del senador provincial Guillermo Vargas Aignasse, desaparecido por la última dictadura militar, cuyos restos han sido reconocidos a fines de 2011 en una fosa común.

## Antecedentes académicos
Cursó los estudios primarios, secundarios y Universitarios en la Provincia de Tucumán, obteniendo el título de Abogado el 16 de marzo de 1995

## Cargos públicos
El 6 de junio de 1999 fue elegido legislador de la Provincia de Tucumán con 28 años de edad. En el año 2003 fue elegido Diputado Nacional para el período 2003-2007, siendo reelecto en el mismo cargo en el período 2007-2011, dentro del Frente para la Victoria. En el año 2011 es electo Legislador Provincial de la Provincia de Tucumán. En el año 2019 fue elegido Legislador de la Provincia de Tucumán.

## Actividad política
Afiliado al Partido Justicialista desde el año 1989, fue Congresal y Consejero Nacional de ese Partido en numerosas oportunidades. Actualmente es Consejero del Partido Justicialista.
En el año 2009 se lo designa Interventor Normalizador del Partido Justicialista Distrito Catamarca por decisión del Consejo Nacional del Partido Justicialista.
En el año 1998 funda la Agrupación NEP (Nuevo Espacio Popular) de Tucumán.

## Tarea legislativa
Fue Presidente de la Comisión de Asuntos Constitucionales de la Honorable Legislatura de Tucumán en el período 1999-2003. Presidente de la Comisión de Peticiones, Poderes y Reglamento de la Legislatura de Tucumán en el período 2007-2011. E integró la Comisión de Seguridad y Justicia de la Honorable Legislatura de Tucumán en el período 2011-2015. También fue diputado nacional. Desde el año 2019, que fue elegido legislador, preside la Comisión de Seguridad y Justicia de la Honorable Legislatura de Tucumán; Presidente de la Comisión de Medio Ambiente de la Honorable Legislatura de Tucumán.
Como presidente la Comisión de Seguridad y Justicia de la Honorable Legislatura de Tucumán, creó e impulsó la ley contra el moto arrebato popularmente llamada "Anti motochorros". Creador e impulsor de la ley "Anti mecheras" de la provincia de Tucumán. Creador e impulsor de la ley que regula e implementa el uso de armas no letales (pistolas táser) en la Provincia de Tucumán. Se creó la ley de Regularización de la pirotecnia en el cual trabajaron junto a organizaciones TEA (Trastorno del Espectro Autista) e instituciones abocadas al cuidado de los animales".

## Actividad deportiva
Fue presidente del Club Sportivo Guzmán de San Miguel de Tucumán entre los años 2005 y 2010. En esos años, encabezó una fuerte polémica intentando plantear una alternancia al entonces Presidente de la AFA, Julio Grondona.

## Actividad académica
Desde los 22 años ejerció la docencia de manera permanente hasta que asumió su cargo como legislador en 1999. Es Autor de distintos artículos publicados en diarios y revistas nacionales.
En el año 2014 ha escrito el libro "Seguridad Ciudadana: El cambio de Paradigma"

## Controversias

### Plagio
En 2010 Aignasse presentó un proyecto de ley que pretende endurecer las penas para quienes cometan plagio de copyright; sin embargo Aignasse fue acusado en las redes sociales de haber copiado definiciones completas de Wikipedia (en concreto, del artículo "plagio") y sin citar la fuente.